# C/2012 F6
C/2012 F6 (Lemmon) — довгоперіодична комета, відкрита в сузір'ї Лева 23 березня 2012 року А. Р. Гіббсом (англ. A.R. Gibbs), використовуючи 1,5-метровий рефлектор в Обсерваторії Маунт-Леммон, розташованої на вершині гори Леммон, гір Каталіна на північ від Тусона, штат Аризона, США.
Комета була гарно видима в південній півкулі в січні 2013 року при проходженні сузір'їв Центавра, Південного хреста та Хамелеона та в лютому, при проходженні приполярного сузір'я Октант, в кінці місяця — сузір'я Фенікс. Комета має бути добре видима в березні, після проходження перигелію, комету можна буде спостерігати в ранковому небі, її яскравість поступово згасатиме.

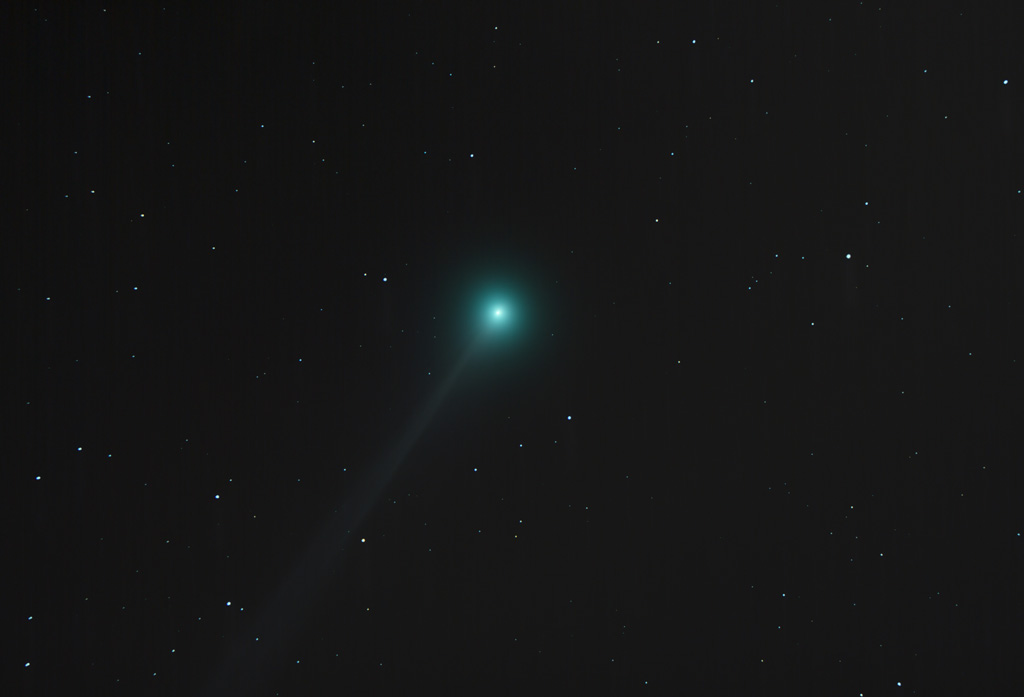
Комета C/2012 F6 16 лютого 2013

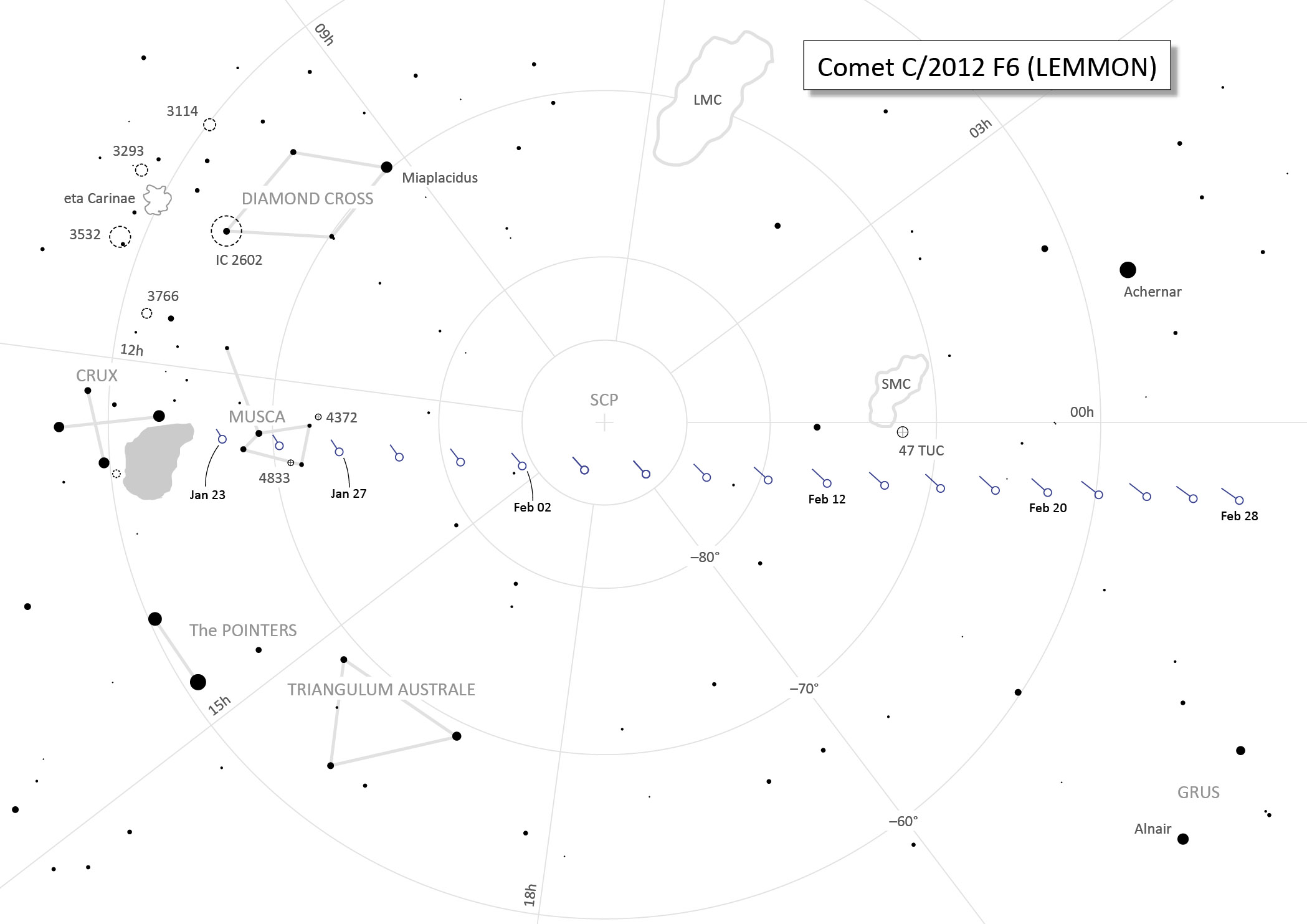
Графік руху комети по зоряному небі в січні-лютому 2013 року